# Hoarda Nogai
Hoarda Nogai a fost o confederație fondată de nogai care a ocupat stepa ponto-caspică din aproximativ anii 1440 până când au fost împinși spre vest de calmuci și spre sud de ruși în secolul al XVII-lea. Tribul mongol Mangud (manghiți) a constituit un nucleu al Hoardei Nogai.
În secolul al XIII-lea, conducătorul Hoardei de Aur, Nogai Han, un descendent direct al lui Ginghis Han prin fiul mai mare Jochi, a format o armată de manghiți, alături de numeroase triburi turcice. Un secol mai târziu, nogaii au fost conduși de Edigu⁠(d), un comandant manghit de origine paternă  și jochid de origine maternă, care a fondat dinastia Nogai.
În 1557, Nogai Nur-al-Din Qazi Mirza s-a certat cu Ismael Beg și a fondat Hoarda Nogai Mică în stepa Caucazului de Nord. Nogaiii de la nord de Caspică au fost numiți ulterior Marea Hoardă Nogai. La începutul secolului al XVII-lea, Hoarda s-a destrămat și mai mult sub atacul calmucilor.
Nogaii din nordul Mării Negre au fost în mod nominal supuși Hanatului Crimeii, mai degrabă decât beiului nogai. Au fost împărțiți în următoarele grupe: Bugeac (de la Dunăre la Nistru), Edisan (de la Nistru la Bug), Jamboyluk (Bug în Crimeea), Yedickul (la nord de Crimeea) și Kuban. În special, Edisanii sunt menționați ca un grup distinct și în alte diferite locuri.

## Societate

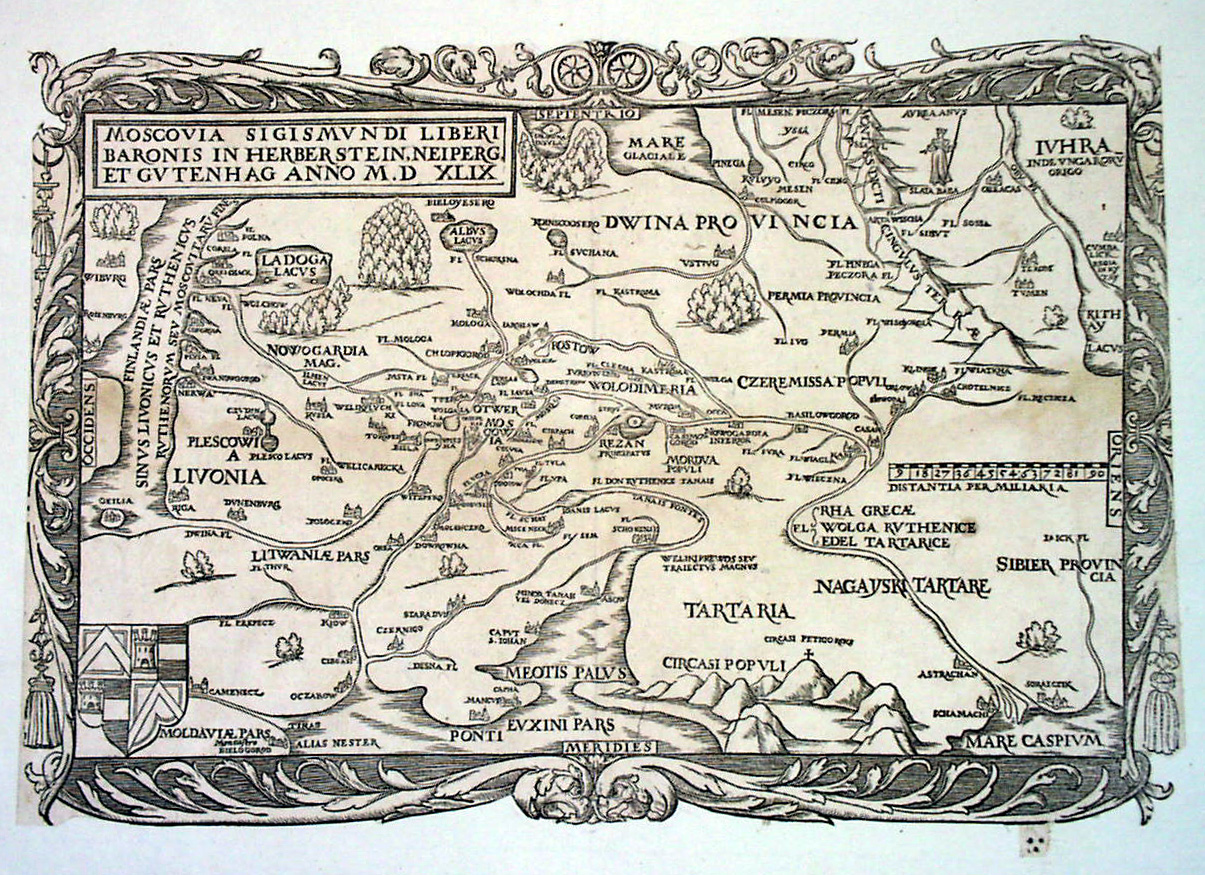
plasează „tătarii nogai” pe Volga inferioară în harta sa din 1549.

Existau două grupuri de Nogai: cei de la nord de Marea Caspică cu propriul lor bei (lider) și cei de la nord de Marea Neagră supuși nominal Hanului Crimeii. Primul grup a fost destrămat în jurul anului 1632 de către calmuci. Al doilea a împărtășit soarta Hanatului Crimeii.
Limba nogai a fost o formă de turcă kipceakică, același grup de limbi ca și cel al kazahilor vecini, bașkirilor și tătarilor din Crimeea și Volga. Religia lor era musulmană, dar instituțiile religioase au fost slab dezvoltate.
Erau nomazi care pășteau oi, cai și cămile. Bunurile din exterior erau obținute prin comerț (mai ales cai și sclavi), raiduri și tribut. Erau niște țărani supuși de-a lungul râului Yaik (Ural). Una dintre principalele surse de venit pentru nogai a fost raidurile pentru sclavi, care au fost vânduți în Crimeea și Buhara. Vânătoarea, pescuitul, impozitarea caravanelor și migrația agricolă sezonieră au jucat și ele un rol, deși acest lucru este puțin documentat.
Unitatea socială de bază era ulus sau banda semi-autonomă. Aristocrații erau numiți mirza. Conducătorul nogaiilor era un bei. Capitala sau tabăra de iarnă era la Sarai-Jük, un oraș de caravane de pe cursul inferior al râului Yaik. Din 1537, al doilea ca rang a fost Nur-al-Din, de obicei fiul sau fratele mai mic al beiului și succesorul așteptat. Nur-al-Din a ținut malul drept de-a lungul râului Volga. Din anii 1560 a existat un al doilea Nur-al-Din, un fel de șef de război. Al treilea ca rang a fost Keikuvat, care a deținut Emba.
Organizarea politică era fluidă și depindea în mare măsură de prestigiul personal, deoarece, ca nomazi, supușii nogai puteau pur și simplu să se îndepărteze de un lider care nu era plăcut. Ambasadorii și comercianții erau bătuți și jefuiți în mod regulat. Furtul de cai, privit cu dispreț în multe culturi, a fost o parte importantă a vieții sociale și economice din stepă. Beii și mirza se declarau adesea vasali ai unei puteri din afară, dar astfel de declarații aveau puțină semnificație.

## Sclavie și raiduri
Hoarda Nogai împreună cu Hanatul Crimeei au atacat așezări care se află în Rusia, Ucraina, Moldova, România și Polonia de astăzi. Sclavii au fost capturați din sudul Rusiei, Uniunea statală polono-lituaniană, Moldova, Țara Românească și Circasia⁠(d) de călăreții tătari într-un comerț cunoscut sub numele de „recoltare a stepei”. Numai în Podolia, aproximativ o treime din toate satele au fost distruse sau abandonate între 1578 și 1583.  Unii cercetători estimează că, în total, peste 3 milioane de oameni au fost capturați și înrobiți în timpul existenței Hanatului Crimeii.

## Istorie

### Declinul Hoardei de Aur
- 1299: Moartea lui Nogai Han⁠(d), conducătorul mongol după care nogaii au fost numiți
- 1406–1419: Edigu⁠(d) fondează dinastia Nogai
- 1438: Hanatul Kazanului a fost fondat.
- 1449: Hanatul Crimeii a fost fondat.
- 1452: Hanatul Qasim  a fost fondat. Începutul stăpânirii ruse asupra musulmanilor turci
- 1465: Hanatul Kazah a fost fondat.
- 1466: Hanatul Astrahanului a fost fondat.
- 1466: În acest moment, Hoarda de Aur a rămas doar cu nomazii de stepă, orașul Sarai și un anumit control asupra comerțului cu caravane. Numele „Marea Hoardă” apare la ceva timp după aceasta
- Anii 1470: Nogaii sunt ostili Marii Hoarde
- 1475: Otomanii iau Kaffa de la genovezi
- 1480–1519: Moscova și Crimeea s-au aliat împotriva Hoardei și Lituaniei
- 1480: Îndelungata așteptare de pe râul Ugra: Hoarda eșuează în atacul asupra Moscovei. Începutul aproximativ al independenței Rusiei față de tătari
- 1481: Nogaii îl ucid pe hanul Marii Hoarde în luptă
- 1502: Crimeenii distrug rămășițele Hoardei de Aur; orașul Sarai este distrus

### Independența
Aceste date provin din sursele în limba engleză de mai jos. O listă lungă de raiduri nogai asupra Rusiei și Poloniei, din surse rusești, poate fi găsită la raiduri Crimeene-Nogai.
- c. 1509: Nogaii se mută pe pământurile eliberate de Marea Hoardă
- 1519: sfârșitul alianței dintre Moscova și Crimeea
- 1521: Nogaii, goniți spre vest de kazahi, trec Volga și atacă Astrahanul.
- c. 1522: kazahii cuceresc capitala nogailor
- 1523: Crimeea cucerește pentru scurt timp Astrahanul, dar armata sa și Hanatul sunt distruse de nogai.
- 1547: Ivan cel Groaznic, Mare Prinț al Moscovei, devine primul țar al Rusiei.
- 1552: Kazanul a fost anexat de Cnezatul Moscovei. Nogaii pierd tributul
- c. 1550–1560: Tătarii din Crimeea și nogaii atacă din nou ținutul Reazan
- 1556: Astrahanul este anexat de Cnezatul Moscovei. Nogaii pierd tributul
- 1557: mirza Kazy traversează Volga și fondează Hoarda Mică de-a lungul Kubanului
- 1567–1571: Fort moscovit pe Terek, la sud de nogai
- 1569: Otomanii și crimeenii împreună cu Hoarda Mică nu reușesc să cucerească Astrahanul
- Presiunea kazahă din anii 1570 mută comerțul nogailor din Asia Centrală spre Moscova
- 1571: Războaiele Ruso-Crimeene (1571) Atacul tătarilor crimeeni și nogai asupra Moscovei. 100.000 de călăreți. 150.000 de ruși prizonieri. Moscova a ars
- 1572: Al doilea raid eșuează, tătarii au fost învinși în bătălia de la Molodi⁠
- 1577: Tătarii din Crimeea și nogaii  continuă să atace ținuturile din sudul moscoviților și aduc Temnikov⁠(d) în ruine
- 1580/81 sau 1577: Saraichick a fost distrus de cazacii renegați

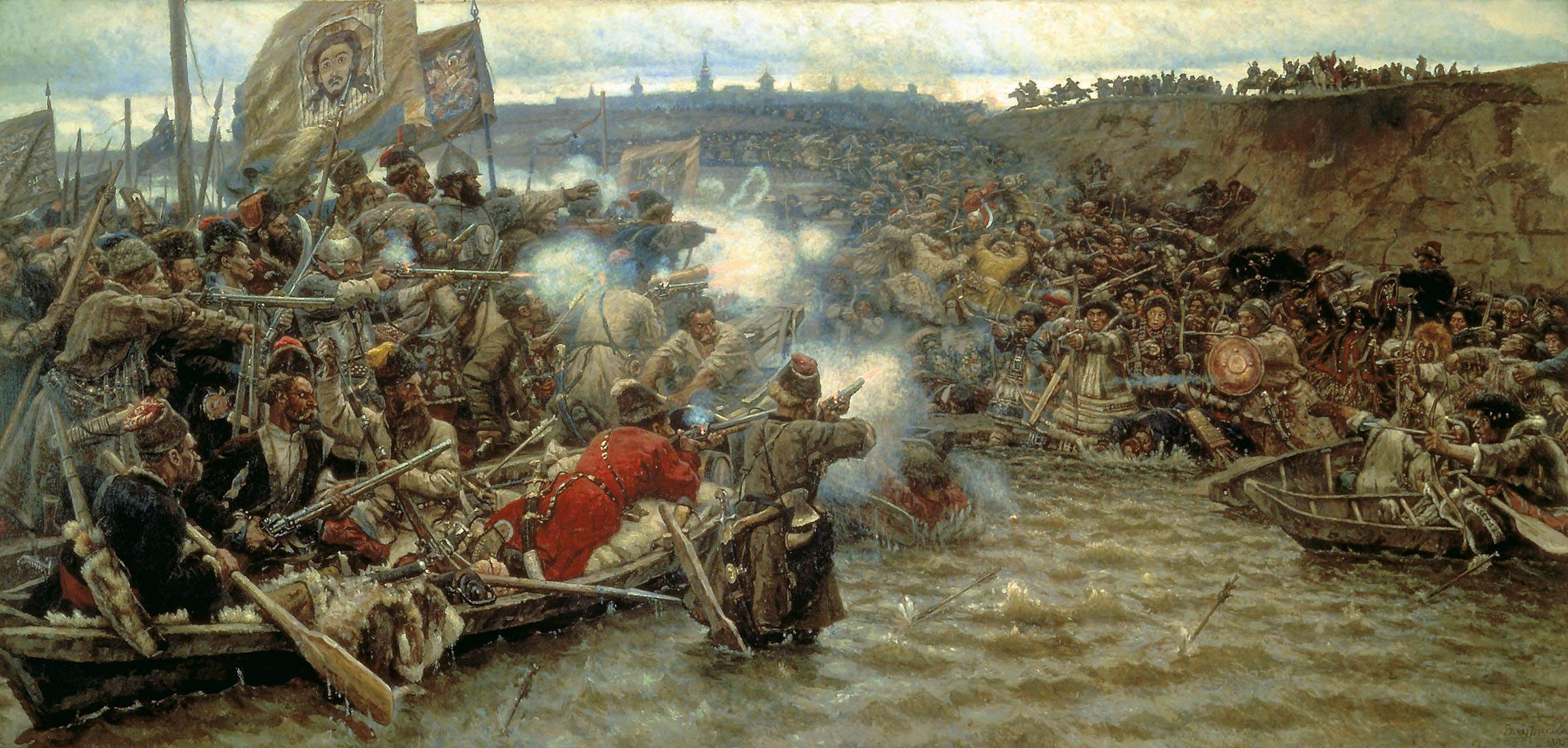
1582 - Cucerirea Siberiei de către ruși

- 1582/83: Pace moscovită cu Suedia și Uniunea statală polono-lituaniană.
- 1584: Tătarii din Crimeea și nogaii jefuiesc ținutul Reazan. Nogaii prind „nenumărați oameni slavi”.
- 1588: mulți nogaii se mută pe Don. Au loc lupte foarte distructive între Hoarda Mare și Hoarda Mică
- 1593: Nogaii operează în Voronezh și Livni⁠(d)
- 1594: Nogaii (până la 8 mii) atacă pământurile din sudul moscoviților. Inamicul este asediat și nogaii asaltează Moscova.
- 1598: Moscova împinge fortificațiile spre sud
- 1600: Moscova „numește” un bei nogai pentru prima dată. Începe războiul civil printre nogai

### Declin
- 1500–1850: Populația rusă se extinde spre sud și ocupă silvostepa și stepa. Acest lucru este slab documentat
- 1605–1618: În timpurile tulburi, au fost luați atât de mulți prizonieri încât prețul unui sclav la Kaffa⁠(d) a scăzut la cincisprezece sau douăzeci de piese de aur.[7] :66Nogaii devastează și ard multe dintre orașele, satele și suburbiile „Ucrainei și Severskului”, ucigând și luând prizonieri dintre localnici.
- 1616: Raiduri la granițele Rusiei de către un număr mare de nogai
- 1617: Nogaii și tătarii din Azov invadează de trei ori sudul Rusiei pentru a jefui satele și a captura prizonieri.
- 1618: Nogaii eliberează 15.000 de prizonieri în cadrul unui tratat de pace cu Moscova. [8]
- 1619: Beiul Isterek moare. Război civil. Starea conducerii beilor este incertă după aceasta
- 1628: Tătarii din Crimeea și nogaii încep să devasteze orașele și satele din jurul Poloniei, ucigând și capturând populația locală.
- 1633: ultimul raid al tătarilor din Crimeea și nogaiilor pentru a ajunge la Oka [9]
- 1634: înfrângere majoră a nogaiilor de către calmuci
- 1637, 1641–1643: Raiduri ale nobililor nogai și al tătarilor din Crimeea fără permisiunea hanului [7] :90
- 1640: Tătarii din Crimeea și nogaii devastează îngrozitor Volinia, Podolia și Galiția, luând un număr mare de prizonieri.
- 1643: Calmucii îi alungă din Astrahan
- 1664: Nobilii tătari din Crimeea și nogaii, împreună cu trupele lor, participă la campania militară împotriva regelui polonez și devastează județele Livny și Bryansk
- 1693: Calmucii atacă nogaii, ca agenți ai Rusiei
- 1699: Forțele nogailor continuă să atace orașele din sudul Rusiei.
- 1711: 20.474 de calmuci și 4.100 de ruși atacă Kubanul. Ei ucid 11.460 de nogai, îneacă alți 5.060 și se întorc cu 2.000 de cămile, 39.200 de cai, 190.000 de vite, 220.000 de oi și 22.100 de prizonieri umani, dintre care doar 700 sunt masculi adulți. În drum spre casă, ei întâlnesc și înfrâng un grup de războinici nogai care se revenea acasă și eliberează 2.000 de prizonieri ruși. [10]
- Anii 1720: 15.000 de „corturi” nogai fug din Kalmyk spre Kuban.
- 1736–1739: Rușii dețin temporar Azov
- 1770: Edisanii se aliază cu Rusia, blocând ruta terestră din Balcani până în Crimeea
- 1771: Exodul calmucilor din Transvolga⁠(d) înapoi în Dzungaria⁠(d)
- 1772: mulți nogai din Crimeea acceptă protecția rusă
- 1774: Crimeea este proclamată independentă de Imperiul Otoman prin Tratatul de la Kuciuk-Kainargi. Hanatul cade din ce în ce mai mult sub influența Rusiei
- 1783: Crimeea este anexată de Rusia; mulți nogai se mută de pe Niprul de jos în Kuban
- 1783: Revolta nogai de la Kuban : ultima încercare de a rezista expansiunii Rusiei[11]

În următorii 150 de ani, porturile de cereale de la Marea Neagră ajută la extinderea masivă spre sud a agriculturii și a populației rusești.
- 1783: secolul al XIX-lea: Nogaii din estul Mării Negre sunt împinși spre sud-est până la locul lor actual, Districtul Nogai din Daghestan
- c. 1860: Câteva sute de mii de musulmani migrează din Rusia în Imperiul Otoman
- 1928: Înființarea districtului Nogai din Daghestan
- 2002: Populația nogai: 90.700
- 2007: Înființarea unui district Nogai în Karaciai-Cerchezia

## Lista parțială de bei și nobilimirza
- Temir Han Nogai (1480): a participat la confruntarea de pe Ugra, 1481: e asasinat Ahmed Han.
- Musa Mirza (mort în 1506): se spune că ar fi avut 17 fii, printre ei:
  - Sheidiak (1521): a învins Hanatul Astrahan 1551: lângă Urgench
  - Mamay Han (decedat în 1549): A ucis hanul din Crimeea în 1523. Anii 1530: lângă Yaik, apoi lângă Kazan.
  - Yosuf Han (1549–1555): (pe Yaik, anti-moscovit) circa 1535: lângă Kazan. 1549: a ajutat Moscova împotriva Kazanului. 1551: lângă Yaik, s-a rupt de Moscova, a pretins că are 300.000 de călăreți și 8 fii. circa 1552: descurajat de a face raid asupra Moscovei. 1555: ucis de Araslan Mirza.
  - Ismail Han Nogai (1555–1564) (pe Volga, pro-Moscova) 1551: lângă Astrahan. 1554: a ajutat la cucerirea Astrahanului. 1555: a trimis 20.000 de cai la Moscova 1555: Bei. 1556–57: fiii lui Yosuf (în special Yunus) au pus mâna pe proprietatea sa. 1558: abandonat și înfometat, trimis peste Volga pentru a cumpăra mâncare. 1560: încercarea de a ataca Crimeea, blocată de Kazy Mirza
- Söyembikä din Kazan, fiica lui Yosuf, văduva lui Kazan Han, captivă a Moscovei
- Arslan Mirza, fiul lui Kuchum, l-a ucis pe Yosuf, Keikuvat sub Ismael
- Kazi Mirza (mort în 1577): fiul lui Mamay. 1551: lângă Jaxartes. 1555: Nureddin sub Ismael. circa 1557: s-a despărțit de Ismael când Ismael îl numește pe Tin Ahmed succesorul său. A fugit la Kuban, fondând Hoarda Mică. 1577: ucis în război cu kabardinii
- Tin Ahmad (1564–1579): 1577 se spune că a sprijinit raidurile asupra Moscovei
- Urus Han Nogai (1579–1590): 1581 împreună cu Tătarii crimeeni au atacat granițele Moscovei. Ucis în luptă împotriva Hoardei Mici
- Ur Muhamed Han (1590–1597)
- Tin Muhamed (1597–1600)
- Isterek (1600–1618): 1600: a fost pus bei de ruși la Astrahan. 1613: a fost atacat de calmuci, a fugit în Caucaz, apoi în regiunea Mării Azov. A jurat credință atât rușilor, cât și turcilor, apoi a făcut alianță cu Polonia și a primit ambasadori din Persia, a refuzat să fie vasal al Crimeii. 1616: a fost atacat de tătarii din Crimeea, a căutat protecția rusă la Astrahan. 1618: a murit în împrejurări neclare
- Kanai Han (1622–1634)[12]